# 2014年御岳山火山喷发

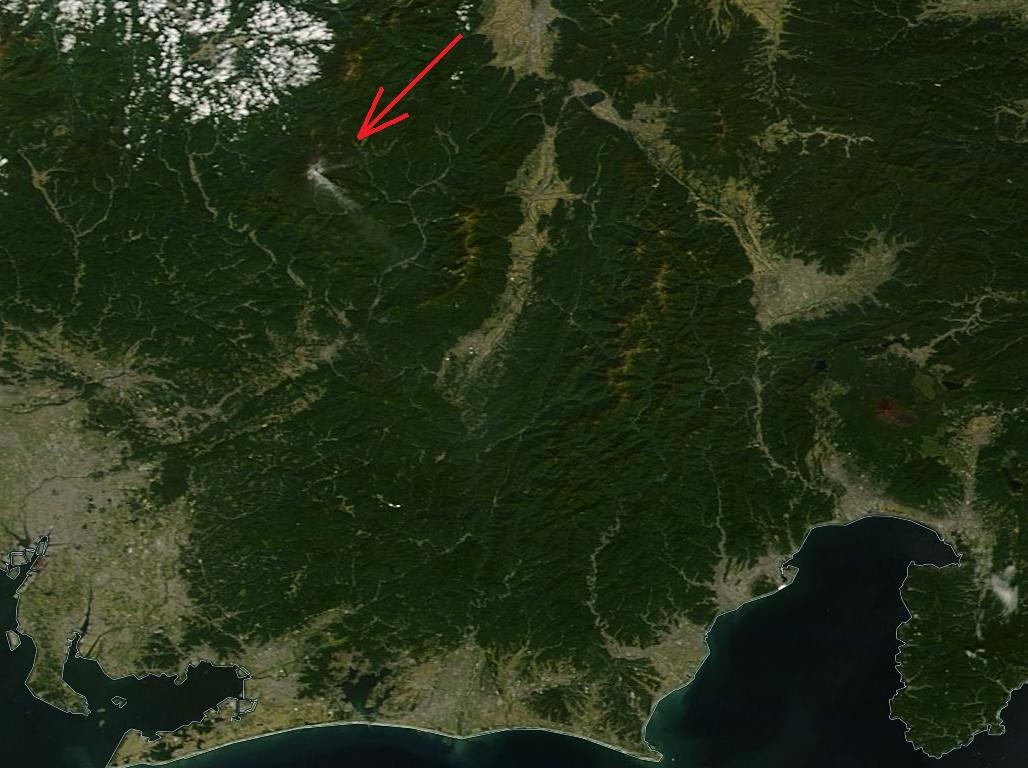
当地时间9月28日（火山喷发一天后），御岳山的卫星图像。红色箭头所指处为喷发的御岳山，喷烟从山顶向东南延伸

2014年御岳山火山喷发，發生於當年9月27日11时52分（日本標準時間），位在岐阜縣與長野縣交界御岳山发生的火山噴發事件，共造成58人死亡、5人失蹤，是日本自1991年雲仙岳噴發以来首起致命的火山喷发，也是日本自1902年致使约150人死亡的鸟岛火山喷发以来，第二次世界大戰之後死亡人数最多的火山喷发。

## 事件进程

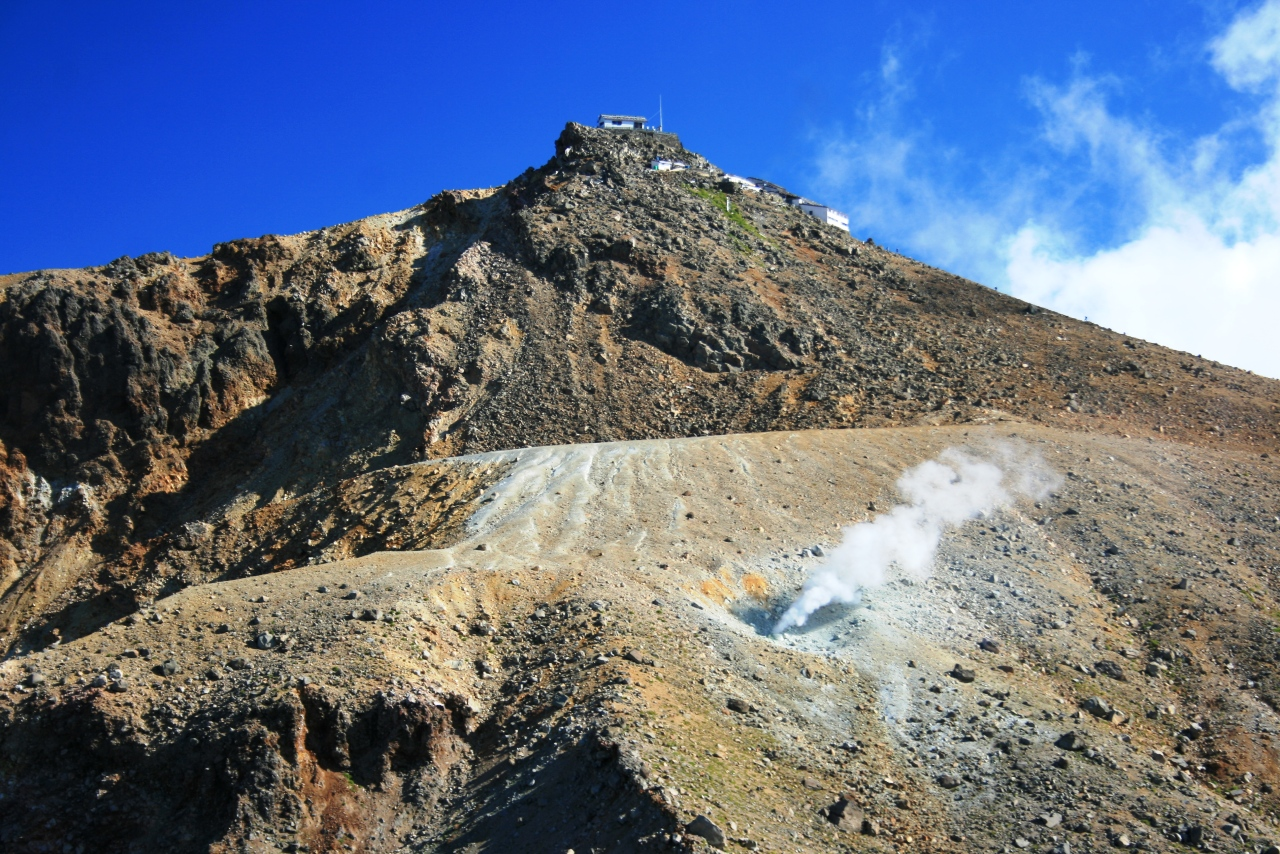
2010年8月27日御岳山南侧火山噴氣孔喷出的气体，剑峰下御岳神社的小屋

### 2014年9月10日-26日
9月10日观测到火山地震52次，9月11日85次。此后每天持续发生20次以內的地震。

### 9月27日
- 11-17时期间，日本气象厅记录到火山型地震313次[7]。
- 11时42分，观测到火山性地震[8][9]。
- 11时52分，火山喷发[2][3]，因为此时的喷发警戒级别为1级，直到火山爆发前登山者仍未警戒[3]
- 12时02分，御岳山火山喷发的航空路径火山灰报告（日语：気象庁東京航空路火山灰情報センター）被发出[10]，喷发高度约4,500-7,800公尺，风速28海里[10][11]。
- 12时36分，日本氣象廳将喷发警戒级别提升为3级，禁止一切登山行为，预计火山灰将影响火山口周围4公里的地区[3]。同时，国土交通省中部地区整备局报告称瀧越地区的御岳山南侧斜面出现3公里的羽状噴烟[12]。
- 13时许，长野县木曾町观光协会接到电话，称其2个团队的57位登山者安然无恙[13]，目前他们正在山上的小屋等待下山疏散的指示[13]。
- 13时20分，长野县设置警戒任务部队，而14时10分，该部队移动到长野县灾害任务本部[14]。
- 13时35分，日本气象厅公开火山灰沉降、喷发时间和18时的降灰预计圖[15]。
- 13时55分，长野县出動十二名警察[16]。
- 14时10分，长野县设置灾害任务本部[17][14]
- 14时17分，長野县警察管区出動70名機動隊員[16]
- 14时30分，日本总务省消防厅设置对策本部，同时内阁府情报联络室改组为官邸联絡室，警察厅災害情報联络室改組为災害警備联络室[14]。

### 9月28日
- 警方在山顶附近发现30名“心肺停止”的死者。日本紧急服务常称没有生命迹象，伴随明显死状的患者心肺停止，因为在法律上，医生只有经授权才能为宣告死亡[18]。

### 9月29日
- 当日发现的36具遗体中，仅有12具证实死亡。搜寻因面临山上喷涌的硫化氢气体等危险情况被迫暂停[19]。

### 9月30日
- 不断加剧的火山活动继续阻碍救援工作[20]。

### 10月1日-3日
- 救援者在此前未探寻过的山坡处再找到11具新的遗体，遇难人数升至47人，后校正为48人[21][22]。2日，東京消防廳飛行隊派出安裝了影像直播系統的消防直昇機協助搜索[23]，但搜索行動因天雨關係而於11:35中止。當前的死者身分全部確認。

### 10月4日及之後
10月4日，搜救人員在登山線外的未搜索地點再發現四具遺體。
吹襲日本本州，搜救活動被逼於5日和6日暫停。7日搜索行動繼續後，再發現三具遺體，令死亡人數上升至54人。11日死亡人數再升至56人。噴發事件後一個月的10月27日，政府及家屬舉行亡者悼念儀式。
次年7月29日，長野縣及岐阜縣警察及消防組成一支聯合搜索隊，事隔九個半月後再次登上山頂展開搜索行動。31日，岐阜隊利用高性能金屬探測器，在火口湖一之池附近找到一具遺體。8月6日，長野及岐阜兩縣宣佈，搜索行動正式結束，至此共58人罹難，5人失蹤。

## 影响

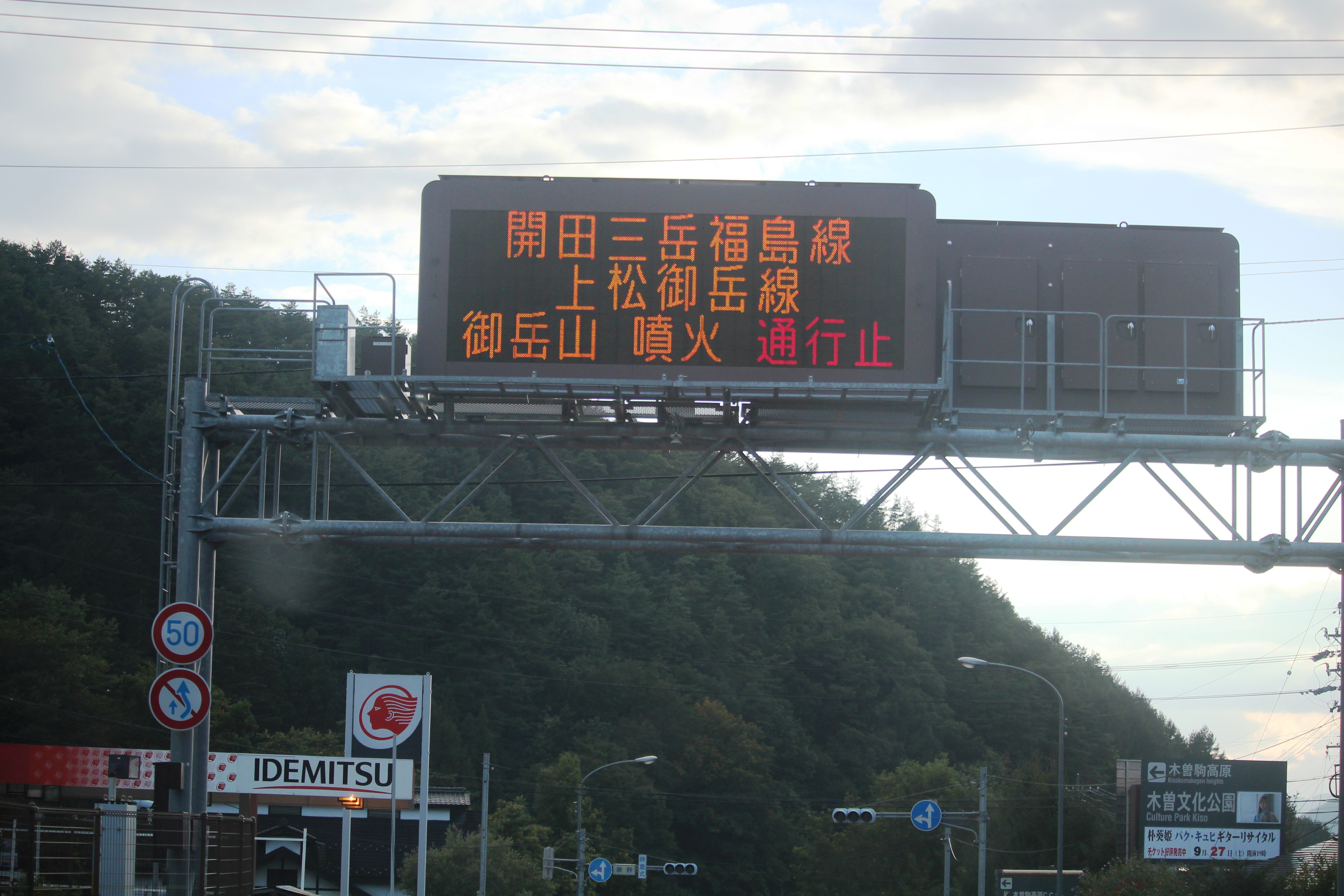
日本国道19号长野县木曾町路段胡道路信息通报板显示開田三岳福島線上松御岳線受御岳山喷发影响停止通行。（2014年9月27日）

受火山灰影响更改的路线图。红色的是喷发当日航线，黑色的是原航线

### 交通
本次喷发共导致长野县两条道路无法通行。9月28日，长野县厅发布消息称本次喷发不会对中央自动车道以及日本国道19号造成影响。9月28日14时20分，日本内阁府发表信息称，因为实施入山限制，长野县的两条道路遭到封锁。玉泷村村道41号线在八海山的路段的交通被禁止，而在御岳山火山喷发口4公里范围内因为有喷发危险，路段被完全封锁。
在9月27日火山喷发后，日本国内的航空公司立即决定更改航路，以避免遭遇御岳山东侧喷发出的火山灰造成飞机的发动机故障。在东京羽田機場，离港和入港航班出现了1小时的最高延误。为避免喷发影响，各航空公司新临时组成了一条航线，即羽田机场 -- 北陆，中部国际机场 -- 北海道和东北地方（参见右图）。原本预定降落成田机场的国际航班两班次临时备降关西国际机场。另外，成田机场也有4班次航班因火山爆发而取消。
本次喷发并没有导致对铁路产生大的影响，没有出现任何有关暂时中止运输的报告，包括JR東海以及JR东日本。此外，御岳山东侧的御岳滑雪索道也因此于9月27日12时55分起停止运行，并在入山限令解除之前不会开放。

## 死亡名單

### 以下51人為經警方確認
- 淺井佑介，23歲，愛知縣名古屋市中村區的会社員。
- 伊藤琴美，18歲，愛知縣知立市高中三年級學生。
- 浦井廣一，57歲，愛知縣名古屋市天白區的会社員。
- 小笠原茂樹，49歲，愛知県縣一宮市的会社員。
- 古久根章博，45歲，愛知縣西尾市自僱人士。
- 齊藤清明，57歲，愛知縣東海市警務人員。
- 所祐樹，26歲，愛知縣一宮市的会社員。
- 丹羽由紀，24歲，愛知縣一宮市的会社員。
- 堀田秀，59歲，愛知縣愛西市的会社員。
- 堀田瞳 (堀田ひとみ)，55歲，愛知縣愛西市的兼職從業員。
- 堀孝弘，51歲，愛知縣豊田市的会社員。
- 水野利幸，60歲，愛知縣豊田市的会社員。
- 荒井眞友，41歲，長野縣諏訪市的会社員。
- 伊藤保男，54歲，長野縣東御市的団体職員。
- 野口泉水，59歲，長野縣池田町的会社員。
- 林卓司，54歲，長野縣鹽尻市的会社員。
- 横田和正，61歲，長野縣松本市人士。
- 若林和男，66歲，長野縣松本市人士。
- 秋山浩和，25歲，神奈川縣厚木市的会社員。
- 近江屋洋，26歲，神奈川縣横濱市中區的会社員。
- 佐野秋乃，36歲，神奈川縣小田原市的会社員。
- 高橋秀臣，41歲，神奈川縣川崎市麻生區的会社員。
- 本多達一，39歲，神奈川縣横濱市港北區的会社員。
- 金子健太，26歲，埼玉縣埼玉市櫻區的会社員。
- 上方麻衣，31歲，東京都中央區的会社員。
- 高田紗妃，29歲，東京都大田區的会社員。
- 堀口英樹，37歲，東京都豊島區的会社員。
- 山上陽子，35歲，東京都西東京市公務員。
- 加納英朗，23歲，岐阜縣多治見市的無業人士。
- 関口泰弘，39歲，岐阜縣中津川市的会社員。
- 丹羽玲子，61歲，岐阜縣各務原市人士。
- 三浦勇，45歲，岐阜縣岐阜市的会社員。
- 猪岡洋海，42歲，山梨縣甲斐市的会社員。
- 宮地昭，58歲，山梨縣上野原市公務員。
- 宮地良子 (宮地よし子)，56歲，山梨縣上野原市的公務員。
- 増田直樹，41歲，静岡縣御前崎市的会社員。
- 増田睦美，42歲，静岡縣御前崎市的合約社員。
- 車古正樹，70歲，石川縣白山市人士。
- 杉本健一，45歲，三重縣鈴鹿市的会社員。
- 山本奈津子，34歲，大阪府茨木市的看護師。
- 池田啓亮，32歲，奈良縣王寺町的高中教師。
- 西嶋浩基，40歲，兵庫縣加古川市的会社員。
- 西嶋陸，10歲，兵庫縣加古川市小學四年級學生，西嶋浩基的兒子。
- 松井貞憲，47歲，兵庫縣神戸市的会社員。
- 山上貴史，45歲，兵庫縣的会社員。
- 寄能啓二，50歲，廣島縣福山市的会社員。
- 森侑司，24歲，愛媛縣東温市的大学院生。

- 河合芳夫，23歲，愛知縣春日井市的会社員。
- 高野英人，29歲, 愛知縣的会社員。
- 長山照利，11歲，愛知縣豐田市小學5年級學生。
- 武口求，46歲，岐阜縣岐阜市的会社員。